# Bee Gees IOIO (EP2)

## Közreműködők
- Barry Gibb – ének, gitár
- Maurice Gibb – ének,  gitár, zongora, basszusgitár
- Geoff Bridgeford  – dob
- John Robinson – basszusgitár
- Russell Barnsley – basszusgitár
- Colin Petersen – dob
- Steve Kipner – vokál
- stúdiózenekar Bill Shepherd vezényletével

## A lemez dalai
- I.O.I.O  (Barry és Maurice Gibb) (1968), mono 2:51, ének: Barry Gibb, Maurice Gibb
- Spicks and Specks  (Barry Gibb) (1966), mono 2:52, ének: Barry Gibb
- Don’t Forget to Remember  (Barry és Maurice Gibb) (1969), stereo 3:27, ének: Barry Gibb
- Tomorrow Tomorrow  (Barry és Maurice Gibb) (1969), mono 4:05, ének: Barry Gibb